# The Program (film 1993)
The Program è un film del 1993 diretto da David S. Ward.

## Trama
Nella E.S.U. University, un'università statunitense con una grande tradizione nel football, il "programma" del coach Sam Winters sembra in crisi; la squadra infatti, nonostante la presenza nel roster di giocatori considerati astri nascenti come il quarterback Joe Kane ed il linebacker Alvin Mack, da due anni non riesce ad arrivare alle finali e questo fatto induce il Rettore a convocare l'esperto allenatore, facendogli presente che la crisi di risultati influisce negativamente sulla raccolta dei fondi e sulle iscrizioni e, in caso di mancato raggiungimento delle finali la stagione successiva, il suo posto di lavoro sarebbe seriamente a rischio.
Sentite le ragioni della dirigenza Sam si reca a Philadelphia per ingaggiare Darnell Jefferson, un giovane tailback allo scopo di rinforzare la squadra, che viene convinto ad iscriversi alla E.S.U. anche grazie alla visita guidata del campus in compagnia di Autumn Haley, una graziosa studentessa che svolge anche l'incarico di tutor per gli studenti in difficoltà dalla quale rimane affascinato, mentre Joe torna a casa e, in attesa della nuova stagione, ritrova una triste realtà familiare, fatta di solitudine, di un difficile rapporto con il padre e di alcolismo.
Appena arrivato all'università Darnell entra in gruppo con Joe, Alvin, Bad-Lite Kaminski, Steve Lattimer e Bobby Collins, ritrovando anche Autumn, scoprendo però che è fidanzata con Ray Griffen, suo compagno di squadra e titolare nel suo ruolo e l'impatto con la nuova realtà presenta molte difficoltà: l'atteggiamento di Joe che, sottoposto ad una grande pressione in quanto candidato al trofeo Heisman, sfoga la tensione nel bere ed in atteggiamenti spericolati al limite dell'incoscienza come lo sdraiarsi sulla linea di mezzeria di una strada facendosi sfiorare dalle auto in corsa (coinvolgendo in questo anche i suoi compagni), la durezza degli allenamenti e le difficoltà nello studio, aggirate dai giocatori più quotati come Alvin a cui vengono passate le risposte dei test (ma in realtà egli non possiede nemmeno un'istruzione elementare).
Le difficoltà nello studio inducono gli insegnanti ad affidare Darnell ad un tutor e lui riesce a farsi assegnare Autumn mentre Joe fa conoscenza con Camille Shafer, una ragazza entrata all'università con una borsa di studio per il tennis ed entrambi sembrano interessati l'uno all'altra ma tutti e due sembrano volere tenere una certa distanza, lei per timore dei comportamenti del giovane campione e lui per la paura di scoprirsi e parallelamente affiorano anche realtà inquietanti come la diffusione di steroidi di cui Steve sembra fare largo uso.
Conclusa la preparazione inizia il campionato e le prime partite offrono prove positive da parte di tutti sul campo ma contemporaneamente le rispettive realtà personali cominciano a mostrare le prime crepe: Darnell continua nel suo difficile corteggiamento nei confronti di Autumn, sfiorando anche una rissa con Ray durante una festa, ed i risultati scolastici continuano ad essere deludenti, Bobby viene espulso dall'università insieme a Louanne, figlia di Sam e sua fidanzata, che viene scoperta a sostenere una prova scritta al suo posto e Joe comincia a mostrare i primi evidenti segni di cedimento che sfociano, la sera prima dell'importante incontro che lo vede contrapposto al suo rivale per il trofeo Heisman Tim Waymen, in una assurda prova di coraggio ponendosi sulle rotaie e scansandosi immediatamente prima del passaggio di un treno sotto gli occhi atterriti di Camille.
La tensione di Joe non è relativa solo alla partita ed al trofeo ma il suo comportamento è condizionato da una naturale sfiducia verso se stesso e verso il futuro, temendo di finire come suo padre, che lui cerca inutilmente di coinvolgere nella sua vita invitandolo alle partite e ricevendone sempre un rifiuto, e come suo fratello, entrambi alcolizzati, ma, dopo la bravata, trova comunque la forza di confessare a Camille questa sua debolezza.

Il giorno dopo l'importante match si risolve con una sconfitta e, all'uscita dallo stadio, Darnell viene trattato freddamente da Autumn al cospetto del padre, al quale viene nascosto il sentimento che in lei sta nascendo mentre Steve, ormai fuori controllo per via degli steroidi, aggredisce una ragazza con la quale si era appartato tentando di violentarla, venendo fermato da Bad e da Alvin, accorsi dopo avere udito le urla della giovane.
Steve evita la denuncia in quanto il padre della ragazza è un ex alunno dell'università e non vuole nuocere al programma ma Sam lo sospende per tre partite, ordinandogli di utilizzare quel periodo per chiudere con gli steroidi ed evitare l'espulsione mentre Joe viene coinvolto in una rissa, mandando un ragazzo all'ospedale e venendo fermato immediatamente dopo dalla polizia per guida in stato di ebbrezza; la conseguenza di questi avvenimenti costringe Sam a mandarlo in un centro per disintossicarsi dall'alcool, togliendolo di fatto dalla corsa per il trofeo e costringendolo a saltare quattro partite.

Darnell nel frattempo incontra Autumn alla quale rinfaccia il suo cattivo comportamento, rifiutando le sue scuse, motivate dal desiderio del padre di vederla accasata con un ragazzo di buona famiglia come Ray mentre Joe evita di parlare con Camille che insistentemente cerca di contattarlo in clinica.
La stagione sembra volgere al peggio e nemmeno la riammissione di Bobby, ottenuta grazie all'intervento di personalità influenti in seno all'Istituto ma contro il volere di Sam, sembra risollevarla mentre fuori dal campo Joe prosegue nella sua riabilitazione e nel suo silenzio nei confronti di Camille, Darnell comincia ad avere un impegno maggiore nello studio, ritrovando anche Autumn, e Steve getta vie le siringhe e le pillole ma un nuovo dramma colpisce la squadra: nella prima partita dopo il ritorno di Steve (e l'ultima prima del ritorno di Joe) Alvin viene violentemente colpito ad un ginocchio ed in conseguenza di questo infortunio dovrà abbandonare il football, dando l'addio ad una sicura carriera nell'NFL, e Steve, chiamato a sostituirlo, viene atterrato da un avversario all'ultimo minuto sulla linea di touchdown, sancendo una nuova sconfitta per E.S.U., e questo episodio lo indurrà a ricominciare a doparsi.
Joe esce dalla clinica ed il primo incontro con Camille è molto freddo in quanto lei lo rimprovera per averla esclusa dal momento che stava vivendo, la sua condizione fisica è approssimativa e negli allenamenti, nonostante la fiducia di Sam, stenta a ritrovarsi. Dopo alcuni giorni torna a casa e trova il coraggio di affrontare con il padre le ragioni del perché non ha mai voluto vederlo giocare e scopre anche in lui lo stesso timore di vederlo crollare, unito alla vergogna di presentarsi nella condizione di alcolizzato, e gli consegna il biglietto dell'aereo e quello per l'ultima partita della stagione, quella che, se vinta, porterà la squadra alle finali, dicendogli però che se non verrà questa volta non glielo chiederà più.
La partita inizia ed il primo tempo, con Joe ancora in panchina, termina con 10 punti di vantaggio per Georgia Tech, Ray non collabora con Darnell, evidentemente ancora scottato per essere stato lasciato da Autumn e Bobby si dimostra incapace di guidare la squadra. Durante l'intervallo Sam, dopo essere intervenuto per sedare un litigio tra Darnell e Ray, dice a Joe che nel secondo tempo entrerà e, dopo un inizio stentato segnato da diversi errori, le cose sembrano migliorare ed anche i due litiganti cominciano ad aiutarsi.

La difesa regge ma Sam si accorge dallo sguardo di Steve che, per ottenere quel risultato, ha ricominciato con gli steroidi ed a pochi secondi dalla fine Joe, dopo avere gettato un ultimo deluso sguardo alla sedia del padre rimasta vuota, porta la squadra alla vittoria; le finali sono raggiunte e Joe ritrova Camille, questa volta con un atteggiamento molto diverso e propositivo per il futuro ma il pianto di Steve mentre i compagni festeggiano, l'abbraccio ad Alvin da parte della madre dopo che la radiolina è stata spenta ed il padre di Joe che, appoggiato alla staccionata della sua casa, guarda il mondo con sguardo assente, sanciscono altrettante sconfitte.

## Curiosità
- Suscitò scalpore la scena in cui il giovane protagonista si sdraia di notte con tre compagni sulla striscia bianca di una strada ad alta velocità rischiando la morte. Un ragazzo, volendo presumibilmente emulare i protagonisti del film perse la vita e l'evento indusse la casa cinematografica, per sopire le accese polemiche, a rimuovere la scena dalle pellicole destinate al mercato statunitense.[1]. La stessa scena è invece presente nel montaggio del film distribuito in Italia, proibito ai minori di 14 anni[2].
- Andrew Bryniarski (Steve Lattimer), nel 1999 interpretò nuovamente un giocatore di football nel film di Oliver Stone Ogni maledetta domenica, nella parte di Patrick 'Madman' Kelly.